# The Body
The Body je američki eksperimentalni metal duo kojeg čine bubnjar Lee Buford te gitarist i pjevač Chip King. Njihova glazba sadrži elemente od sludge i doom metala te noisea do elektroničke glazbe, duba, bluesa i drugih.

## Povijest sastava
Sastav su King i Buford osnovali 1999. u Providencu, te prvi studijski album objavljuju 2004. godine. Često su bili na turnejama te objavljivali glazbu u manjim EP formatima kao i split albumima s drugim sastavima. Nakon objavljivanja drugog albuma 2010. godine nazvanog All the Waters of the Earth Turn to Blood sastav se seli u Portland. Do sada su objavili ukupno osam studijskih albuma, zasada posljednji I've Seen All I Need to See 2021. godine, te više albuma u suradnji s drugim sastavima kao što su Thou, Uniform te Full of Hell. 

## Postava sastava
- Lee Buford	- bubnjevi (1999.-)
- Chip King - gitare, vokal, elektronički instumenti (1999.-)

## Diskografija
Studijski albumi
- The Body (2004.)
- All the Waters of the Earth Turn to Blood (2010.)
- Christs, Redeemers (2013.)
- I Shall Die Here (2014.)
- No One Deserves Happiness (2016)
- I Have Fought Against It, but I Can't Any Longer. (2018.)
- O God Who Avenges, Shine Forth. Rise Up, Judge of the Earth; Pay Back to the Proud What They Deserve. (2018.)
- I've Seen All I Need to See (2021.)

Kolaboracijski albumi
- Nothing Passes (Braveyoung) (2011.)
- Released from Love (Thou) (2014.)
- You, Whom I Have Always Hated (Thou) (2015.)
- xoroAHbin (Vampillia) (2015.)
- The Body & Krieg (Krieg) (2015.)
- One Day You Will Ache Like I Ache (Full of Hell) (2016.)
- Ascending a Mountain of Heavy Light (Full of Hell) (2017.)
- Mental Wounds Not Healing (Uniform) (2018.)
- Everything That Dies Someday Comes Back (Uniform) (2019.)
- Live at the End of the World (album uživo, Uniform) (2020.)

EP-ovi
- The Body Demo (2004.)
- Cop Killer/Dead Cops (2005.)
- Even The Saints Knew Their Hour of Failure and Loss (2006.)
- 2008 Tour EP (2008.)
- The Cold, Suffocating Dark Goes On Forever, And We Are Alone (2012.)
- Master, We Perish (2013.)
- A Home on Earth (2017.)
- Whitehorse & The Body (Whitehorse) (2019.)

Split albumi
- Split 7" (Get Killed) (2004.)
- Split 7" (Whitehorse) (2011.)
- Split LP (Sandworm) (2014.)
- Split 7" (Bummer) (2020.)

## Vanjske poveznice
- Službena Bandcamp stranica